# Partidul Comunist (Marxist-Leninist) al San Marino-ului
Partidul Comunist (Marxist-Leninist) al San Marino (Partito Comunista (Marxista-Leninista) di San Marino) a fost un partid comunist din San Marino. Partidul a contestat alegerile parlamentare din anul 1969 (1.24%), dar fără a câștiga vreun loc.